# Lepanthes paradoxa
Lepanthes paradoxa är en orkidéart som beskrevs av Carlyle August Luer. Lepanthes paradoxa ingår i släktet Lepanthes och familjen orkidéer. Inga underarter finns listade i Catalogue of Life.